# 克倫威爾 (明尼蘇達州)
克倫威爾（英語：Cromwell）是一個位於美國明尼蘇達州卡爾頓縣的城市。

## 人口
根據2020年美國人口普查的數據，克倫威爾的面積為5.26平方千米，當中陸地面積為4.76平方千米，而水域面積為0.49平方千米。當地共有人口240人，而人口密度為每平方千米46人。